# Municipio de Berlin (condado de Cass)
El municipio de Berlin (en inglés: Berlin Township) es un municipio ubicado en el condado de Cass en el estado estadounidense de Dakota del Norte. En el año 2010 tenía una población de 124 habitantes y una densidad poblacional de 1,4 personas por km².

## Geografía
El municipio de Berlin se encuentra ubicado en las coordenadas 47°1′10″N 97°0′35″O / 47.01944, -97.00972. Según la Oficina del Censo de los Estados Unidos, el municipio tiene una superficie total de 88.56 km², de la cual 88,56 km² corresponden a tierra firme y (0 %) 0 km² es agua.

## Demografía
Según el censo de 2010, había 124 personas residiendo en el municipio de Berlin. La densidad de población era de 1,4 hab./km². De los 124 habitantes, el municipio de Berlin estaba compuesto por el 100 % blancos. Del total de la población el 0 % eran hispanos o latinos de cualquier raza.